# Essens stift
Essen stift (latin: Dioecesis Essendiensis, tyska: Bistum Essen) är ett av tjugo katolska stift i Tyskland. Det tillhör Kölns kyrkoprovins. Biskop är Franz-Josef Overbeck.